# Xenodon neuwiedii
Xenodon neuwiedii е вид змия от семейство Смокообразни (Colubridae). Видът не е застрашен от изчезване.

## Разпространение
Разпространен е в Аржентина (Мисионес), Бразилия и Парагвай.